# Ron Feinberg
Ronald Allen Feinberg (San Francisco, 10 ottobre 1932 – Los Angeles, 29 gennaio 2005) è stato un attore statunitense.

## Carriera
L'imponente Feinberg ha interpretato il personaggio di Fellini nel film Un ragazzo, un cane, due inseparabili amici. È apparso in televisione in Barney Miller, Mary Hartman, Mary Hartman, Il mio amico Arnold e Missione Impossibile. Ha avuto anche una carriera nel doppiaggio, per esempio ha prestato la voce a Raiden di Mortal Kombat. È apparso in tre episodi di Hawaii Squadra Cinque Zero. Ha doppiato anche Titanus in tre episodi di Tartarughe Ninja alla riscossa, Tuba in Il mondo incantato di Belle, Ming in I difensori della Terra, Doc Terror in Centurions e Headstrong in Transformers. Feinberg è morto il 29 gennaio 2005 a Los Angeles all'età di 72 anni.

## Filmografia parziale
- Un ragazzo, un cane, due inseparabili amici - 1975
- Inferno in Florida - 1977
- Il mio amico Arnold - 1979/1980
- Darkwing Duck - 1991